# خيثوكواخي ماسوكو
خيثوكواخي ماسوكو (بالإنجليزية: Khetokwakhe Masuku) (1 يناير 1986 بسويتو في جنوب أفريقيا - ) هو لاعب كرة قدم جنوب أفريقي في مركز الوسط. لعب مع أورلاندو بيراتس.